# Vakcína Minhai proti covidu-19
Minhai (čínsky: 康泰民海新冠疫苗), pod ochrannou známkou KCONVAC (čínsky: 可维克; pinyin: Kěwéikè), je vakcína proti nemoci covid-19 vyvinutá společností Shenzhen Kangtai Biological Products a její dceřinou společností Beijing Minhai Biotechnology.

## Klinické testy
V říjnu 2020 byla zahájena první fázi klinických testů se 180 účastníky v Číně.
Později byla zahájena fáze II klinických testů s 1000 účastníky v Číně.
V květnu 2021 byla zahájena fáze III globálních klinických testů s 28 000 účastníky.

### Klinické testy pro děti a dorost
V srpnu 2021 byla zahájena fáze I klinických testů s 84 účastníky v Číně.
V září byla zahájena fáze II klinických testů se 480 účastníky v Číně.

## Povolení
Dne 14. května 2021 se vakcína stala čtvrtou inaktivovanou čínskou vakcínou, která byla schválena pro nouzové použití.